# هندريك فان بليجنبرج
هندريك فان بليجنبرج (1877 – 23 يناير 1960) هو مبارز بالسيف هولندي راحل، مثّل بلاده في الألعاب الأولمبية الصيفية 1906.

## روابط رياضية
هندريك فان بليجنبرج على موقع أوليمبيديا (الإنجليزية)